# Károly Keleti

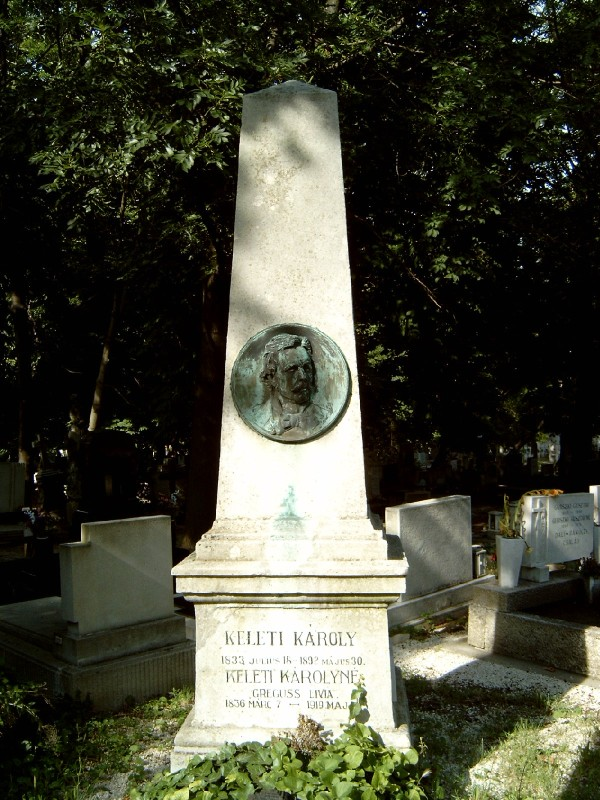
Keletis grav i Budapest.

Károly Keleti, även Karl Keleti, född 18 juli 1833 i Pozsony, död 30 maj 1892 i Budapest, var en ungersk statistiker. Han var bror till Gusztáv Keleti.
Keleti, ursprungligen sektionsråd, invaldes 1868 som ledamot av Ungerska akademien och blev 1872 chef för den ungerska statistiska byrån. Han ansvarade 1876 för den statistiska kongressen i Budapest. Han författade (i allmänhet på ungerska) bland annat "Officiell statistisk årsbok" (1872ff, 15 band), "Vårt land och dess befolkning" (1871), "Handbok i praktisk statistik" (1875), "Ungerns nationaliteter på grund av folkräkningen 1880" (1882) och "Näringsstatistik för Ungerns befolkning" (1887).